# Zara Nelsova
Zara Nelsova (Winnipeg, Canadà, 23 de desembre de 1918 - Manhattan, Nova York, EUA, 10 d'octubre de 2002) fou una violoncel·lista canadenca.

## Biografia
El seu nom de naixement fou Sara Katznelson, filla de pares descendents d'emigrants russos jueus. Va donar el seu primer concert als cinc anys, a Winnipeg. La família es va traslladar a viure a Londres, on Zara Nelsova va estudiar al London Cell School amb Herbert Walenn. Sir John Barbirolli la va sentir tocar i la va presentar a Pau Casals, de qui va rebre lliçons addicionals. En 1932, quan tenia 13 anys, va fer el seu debut de Londres en un recital i també va aparèixer com a solista de concert amb Sir Malcolm Sargent i l'Orquestra Simfònica de Londres. Durant la Segona Guerra Mundial va ser la violoncel·lista principal de l'Orquestra Simfònica de Toronto. En 1942 va fer el seu debut com a solista als Estats Units d'Amèrica, al Town Hall de Nova York. De 1942 a 1944 va ser violoncel·lista del quartet canadenc Conservatory String Quartet, del Conservatori Real de Música de Toronto.
En 1949 Nelsova va marxar a viure de nou a Londres, on va estrenar al Regne Unit obres de Samuel Barber, Paul Hindemith, Dmitri Xostakóvitx i Ernest Bloch, qui li va dedicar les seves tres suites per a violoncel sol. Nelsova va estrenar el concert d'Hugh Wood als Proms de 1969. En 1955 va esdevenir ciutadana estatunidenca i va actuar com a solista per moltes orquestres importants, incloent-hi les de Boston, Winnipeg, Mont-real i l'Orquestra Filharmònica de Nova York. Va viatjar extensament i va ser, en 1966, la primera violoncel·lista estatunidenca en oferir un concert en la Unió Soviètica. Nelsova va interpretar i promoure el concert de violoncel d'Edward Elgar quan aquest era encara poc conegut, molt abans que Jacqueline du Pré ho interpretés i popularitzés. Nelsova el va interpretar en concert i també en recital, amb una reducció a piano de la partitura d'orquestra.
En 1965 va participar en un concert a Madrid, al teatre Monumental Cinema, amb l'Orquestra Nacional d'Espanya, interpretant el Concert violoncel de Dvořák sota la direcció de Frühbeck de Burgos.
Entre 1966 i 1973 va estar casada amb el pianista estatunidenc Grant Johannesen, amb qui sovint va actuar i enregistrar discos. Les seves excel·lents versions de Schelomo de Bloch i del Concert de violoncel de Barber va ser enregistrades amb els compositors dirigint l'orquestra. Temps més tard Nelsova va tornar a enregistrar Schelomo sota la direcció d'Ernest Ansermet, igualment pel segell Decca de Londres.
Nelsova tocava un violoncel Stradivari de 1726, de nom "Marquès de Corberon". Va donar classes de violoncel a la Juilliard School de Nova York entre 1962 i 2002, l'any de la seva mort. En 1978 Gerhard Samuel va compondre l'obra In Memoriam DQ per a violoncel solo (copyright 1990 MMB Music) per a Zara Nelsova, estrenat el 7 de gener de 1980.
Nelsova va morir en Nova York en 2002, a 83 anys.

## Premi Zara Nelsova per a violoncel·listes emergents
En 2008, en el Concurs Internacional de Violoncel de Naumburg, es va crear el Premi Zara Nelsova, sent el guanyador Saeunn Thorsteinsdottir, d'Islàndia. Es va presentar un altre premi en el Festival Internacional de Violoncel del Canadà de 2011, per a violoncel·listes emergents canadencs, sent Se-Doo Parc el guanyador.